# 麥克里利斯冰原島峰
85°27′S 128°55′W / 85.450°S 128.917°W
麥克里利斯冰原島峰（英語：McCrilliss Nunatak）是南極洲的冰原島峰，位於威爾克斯地，屬於霍利克山脈中威斯康辛山脈的一部分，美國地質調查局根據測量和該國海軍的空中照片繪入地圖，現時由南極條約體系管理。